# グラスゴー気候合意
グラスゴー気候合意（Glasgow_Climate_Pact）は2021年のCOP26で合意された条約協定。
この気候協定では初めて、石炭火力発電の段階的な削減(phasedown)が盛り込まれた 。段階的な廃止(phase-out)という表現はインド・中国などの反対などにより盛り込まれなかった  。

## 概要
協定の主な要素は次のとおり。
- 1.5℃のパリ協定の目標を達成可能とするべく、2022年にNDC(国別排出目標）を再検討する
- 温室効果ガス排出削減措置のされていない石炭火力発電の段階的削減。（ただし石炭火力発電所にCO2の回収と貯留のプロセスを追加する場合、発電コストは上昇する[6]
- 発展途上国のための気候ファイナンスへの取り組み。[2]

## 誓約
2050年カーボンニュートラルを約束した国の数は140カ国に上り、現在の世界の温室効果ガス排出量の90％に達している 。
ブラジルを含む100か国以上が、2030年までに森林破壊を逆転させることを約束した。
40カ国以上が石炭からの脱却を約束した。
インドは、2030年までにエネルギー需要の半分を再エネとすることを約束した。 
GM 、フォード、ボルボ、ジャガーランドローバー、メルセデスベンツなどの自動車メーカーのグループが、主要国で2035年までに、全世界で2040年までに新車販売ZEV100％を宣言した  。一方で、フォルクスワーゲン、トヨタ、プジョー、ホンダ、日産、現代など米国、ドイツ、中国、日本、韓国などの自動車メーカーはZEV化の目標年の公約を見送った。